# Gírgola de castanyer
La gírgola de castanyer o crespell de castanyer (Grifola frondosa, del grec grîphos, xarxa de pescar i del llatí frondosa, frondosa) és una espècie de fong de l'ordre dels poliporals (Polyporales). És un crespell de soca que sovint agrupa un nombre elevat de barrets i pot atendre mides espectaculars, fins a 50 cm de diàmetre i els 10 kg de pes.

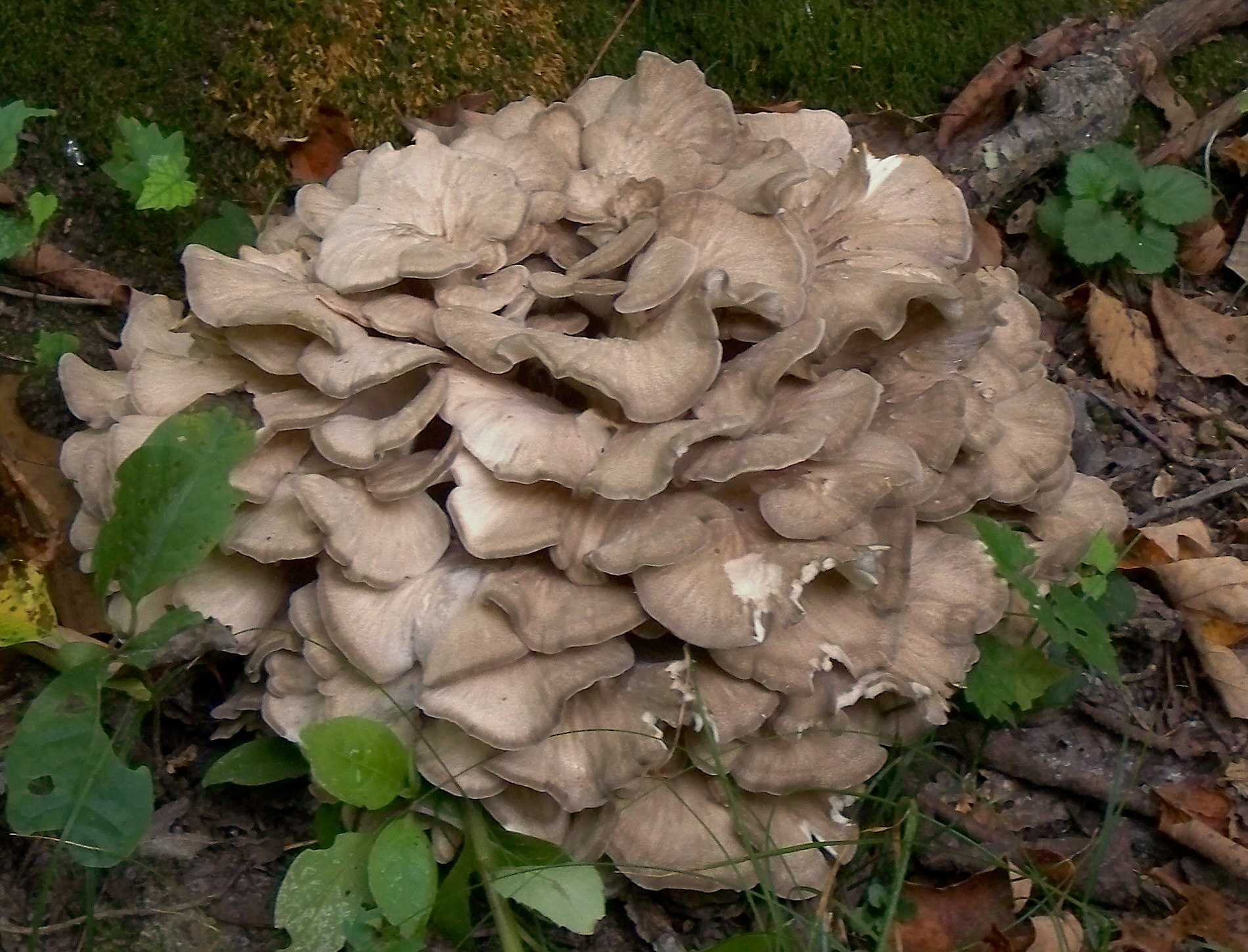
Crespell de castanyer (Grifola frondosa)

## Descripció
Bolet gran, carnós, de color bru grisenc a bru vermellós, constituït per nombrosos barrets imbricats en forma de ventall que neixen d'un peu comú.Superfície dels barrets finament vellutada i amb ratlles radials. El revers és de blanc a crema, amb porus angulars i flocosos, de 2-4 mm de diàmetre. Carn ferma, fibrosa, blanca, dolça al tast.

## Hàbitat
Creix en l'estatge montà i submontà, a la base d'un ampli ventall d'arbres planifolis de la família de les Fagàcies, especialment roures vells, castanyer i faig. També sobre arbres fruiters, com presseguer, albercoquer o pruneres. Produeix un podriment blanc sobre el duramen sobre el que dibuixa ratlles taronges de 1-2 mm d'ample. Normalment es troba a finals d'estiu fins a inicis de tardor.

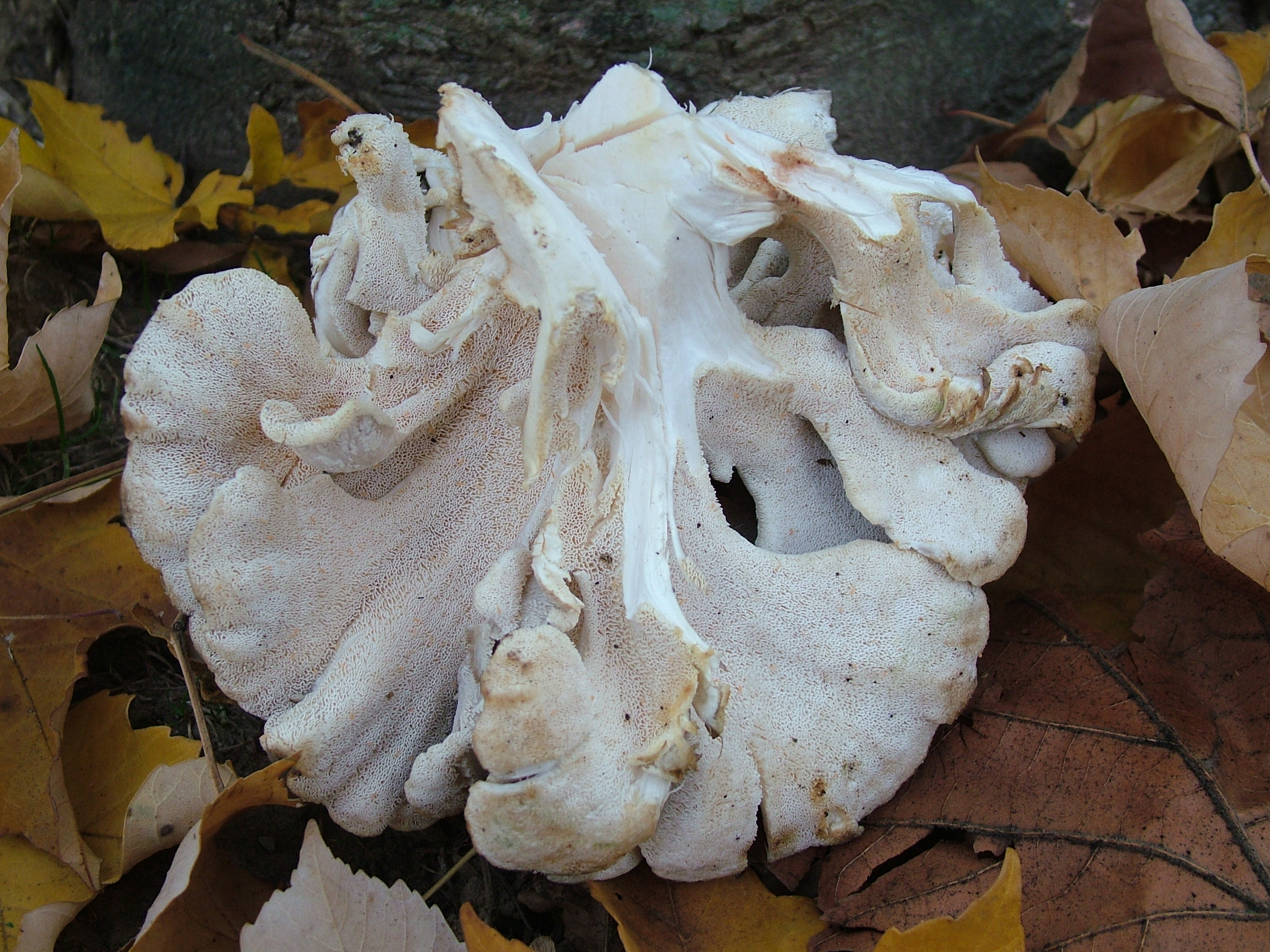
Revers de crespell de castanyer (Grifola frondosa)

## Identificació
Es pot confondre amb el crespell de faig, gírgola gegant, gírgola de faig o gamarús(Meripilus giganteus), que sol ser de mida més gran, de carn i porus que ennegreixen al frec. El crespell d'ombrel·la o gírgola d'ombrel·la (Polyporus umbellatus) té els barrets en forma de petites ombrel·les sobre cames centrals. El crespell groc o gírgola de garrofer (Laetiporus sulphureus) és de color groc a groc ataronjat.

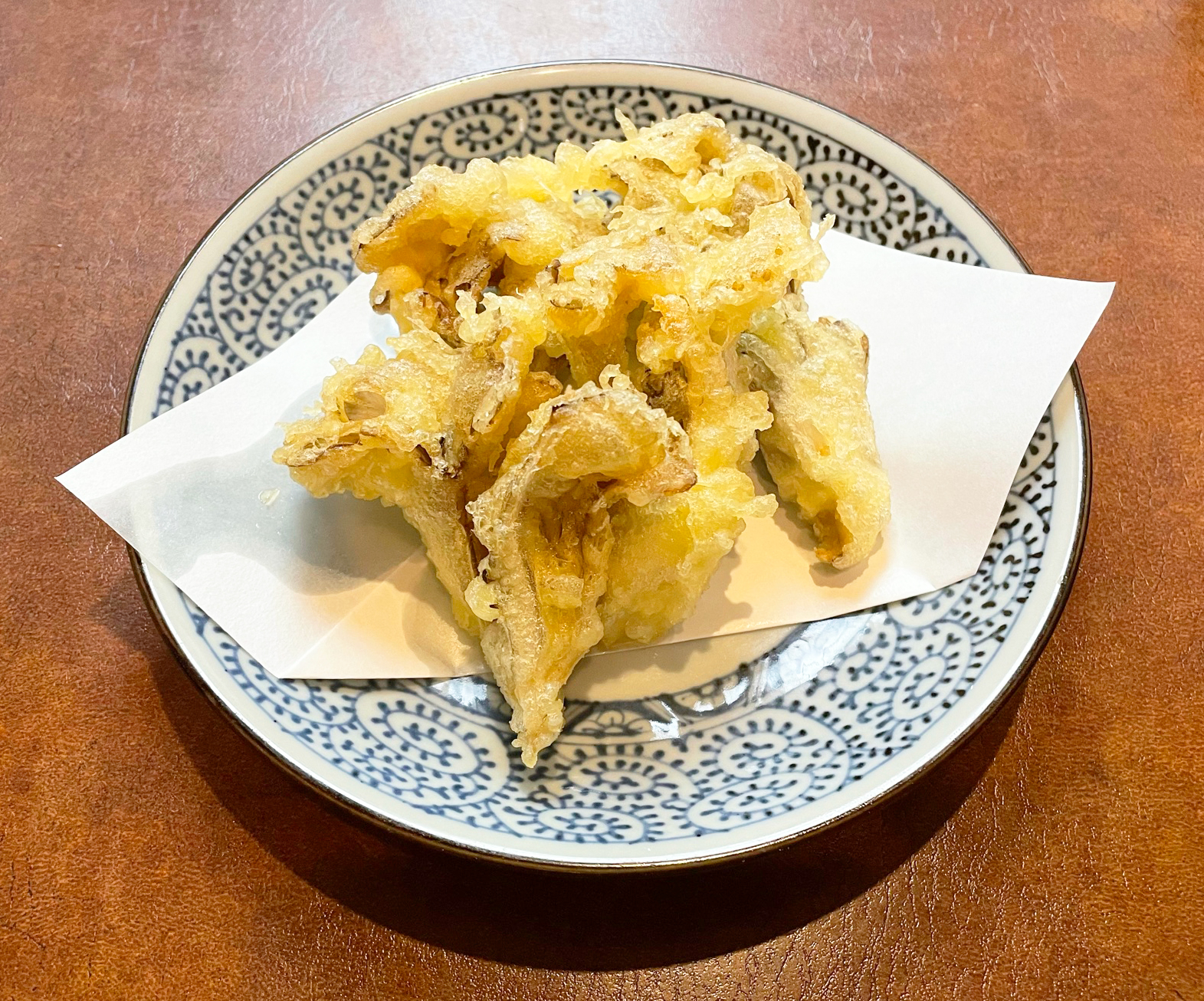
Tempura de maitake (Grifola frondosa)

## Usos
Bolet comestible, apreciat quan és jove. Té un bon sabor i aroma. De propietats medicinals i efectes farmacològics, consumit durant segles a la Xina i el Japó com antitumoral, on s'anomena maitake. És ric en proteases que s'han utilitzat per estovar la carn i reduïr el gluten del pa.

## Cultiu
Bolet cultivat artificialment mitjançant cultiu en bosses, en ampolles i a l'exterior